# Cane Dalbo

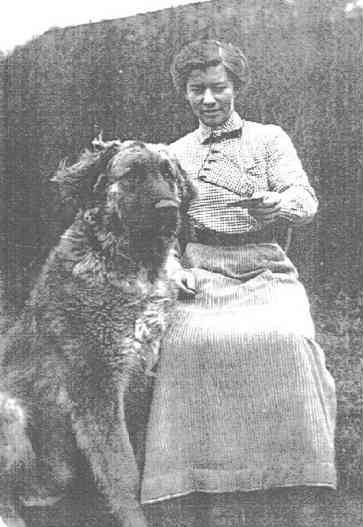
Dalbo dog con donna

Il cane Dalbo (Dalbohund) o Dalsland Mastiff è una razza estinta di cane da guardia del bestiame di tipo molossoide, originaria della Svezia sud-occidentale.

## Storia
Nelle saghe islandesi, indicazioni suggeriscono che i vichinghi hanno acquisito grandi cani da guardia ai bovini e da guerra a seguito della loro invasione della Gran Bretagna.
Si pensa che questi cani britannici siano stati discendenti di cani di tipo molossoide lasciati in Gran Bretagna dai romani.
La prima volta che la razza viene menzionata è nel libro Dalia di Gunno Brynolphi Blutherus (* 1609- + 1657) stampato nel 1632 d.C. La razza ottenne nuovamente il suo nome in stampa nel 1843 dC, quando Axel Emanuel Holmberg (* 1817- + 1861) pubblicò il suo libro "Bohusläns Historia och Beskrifning", o "Storia e descrizione di Bohuslän".
La storia orale della razza risale al 1700 d.C. circa. Le storie che rimangono raccontano di un leggendario cane gigante che uccise lupi, affrontò gli orsi bruni e difese bambini piccoli dispersi nelle profonde foreste svedesi. Ci sono anche storie di cani Dalbo che hanno combattuto fino alla morte salvando gli umani dai branchi di lupi. Un prete locale affermò nel 1833 d.C. che il suo "cane Dalbo ha un morso di coccodrillo" nel suo diario.

## Caratterisitiche
Era un cane grande, con la pelliccia folta, fortemente strutturato e dall'aspetto imponente. Il suo corpo era lungo e muscoloso, le orecchie pendenti e la coda lunga e frangiata. La colorazione era simile a quella di un lupo: marrone, nero con una macchia grigia o grigio-giallastro. L'altezza al garrese era di 75-81 cm.

## Estinzione
Il cane Dalbo era ampiamente utilizzato per proteggere mucche, pecore, cavalli e capre in libertà da lupi, orsi bruni e ladri di bestiame. Era anche usato per allevare il bestiame e come cane da protezione/guardia. 
Esso si estinse intorno al 1870, infatti nessun cane di questa razza è stato trovato quando fu fatto un inventario nel 1913. L'estinzione del cane Dalbo è legata alla quasi scomparsa di lupi e orsi in Scandinavia intorno al 1890. È stato quindi considerato troppo costoso continuare ad avere cani molto grandi che non sembravano soddisfare uno scopo chiaro. Inoltre, una sfortunata epidemia di rabbia nel 1854 potrebbe aver contribuito alla scomparsa della razza. Un altro motivo potrebbe essere stato la grande carestia svedese del 1867-1868.